# Блискучий світ (фільм)
«Блискучий світ» (рос. «Блистающий мир») — російський радянський художній фільм 1984 року режисера Булата Мансурова за мотивами однойменного роману і оповідань Олександра Гріна.

## Сюжет
У цирку міста Зурбаган несподівано з'являється таємничий незнайомець — юнак Друд, здатний літати. Багато людей присутні на цій виставі, де Друд заявляє, що душа кожної людини — це «блискучий великий світ». Альтруїст Друд вірить, що порятунок навіть однієї душі в місті буде великим досягненням. Але більшість глядачів лише хочуть розважитися, дехто бажають йому смерті, інші називають його шарлатаном. Лише кілька людей замислюються про причини польоту: клоун Арсі, світська красуня Руна та її батько Саддам Даугавет, мільярдер, таємний правитель країни. За наказом багатія його брат — міністр таємної поліції Чаппі Даугавет заарештовує Друда, щоб вивідати таємницю польоту.
Саддам намагається дізнатися як людина може літати без жодних засобів, однак Друд, якому не потрібні жодні матеріальні блага, не піддається на обіцянки винагороди. Разом з тим Друд і не страждає через перебування у в'язниці, проте Руна спонукає юнака тікати і пропонує йому зустрітися на таємному острові, що належить батькові. По дорозі туди Друд знайомиться з доглядачем маяка Стеббсом, від якого дізнається про Саддама Даугавете і його жорстокі експерименти. Одним з цих дослідів є демонстрація заходу Сонця дівчині Таві, яку до цього вісімнадцять років виховували в повній темряві.
Результат експерименту розчаровує Даугавета і його приятелів. Тоді вони вирішують убити дівчину як непотрібний матеріал. Однак Друд приходить на допомогу Таві, бо, як він пояснює Руні, не допомігши людині в біді, від втратить здатність літати. Це викликає ревнощі у Руни, і вона йде на угоду зі своїм батьком в справі затримання літаючої людини.
Друд навчає Таві літати. Вчений, доктор Стівві, вважає, що Чаппі просто заздрить Друду, тому й хоче спіймати його. Стівві заявляє мільярдеру, що він знайшов віру в диво замість знання, яке означає підкорення світу. Чаппі ув'язнює Таві в своєму палаці та оголошує, що вона заснула летаргічним сном. Думаючи, що він в змозі допомогти, Друд втрачає здатність до польоту і його привозять у палац. Зустрівшись із Таві, він повертає свою чудесну здатність і відлітає з країни разом із дівчиною. В Зурбагані проте лишаються люди, що повірили в диво.

## У ролях
- Тійт Хярма —  Друд
- Ілзе Лієпа —  Руна, дочка Саддама Дауговета
- Павло Кадочников —  Саддам Дауговет — мільярдер, таємний правитель держави/Чаппі Дауговет — міністр таємної поліції
- Юлле Тудре —  Таві, дочка служителя маяка
- Лев Пригунов —  Гратісс
- Олександр Вокач —  Грантом, психолог Саддам Дауговета
- Леонтій Полохов —  Стеббс, служитель маяка
- Гліб Стриженов —  Арсі, клоун
- Володимир Ферапонтов —  Агассіц, директор цирку
- Юрій Катін-Ярцев —  доктор Стівві
- Олексій Фофлін —  хлопчик
- Аріна Алейникова — мати хлопчика
- Борис Бачурін —  сержант
- Владислав Буш —  священик
- Віталій Григораш — батько хлопчика
- Володимир Епископосян —  ліхтарник
- Досхан Жолжаксинов —  Акунахара
- Вероніка Ізотова —  Бетсі, служниця в готелі
- Ерменгельд Коновалов —  глухонімий
- Валерій Малишев —  начальник в'язниці
- Євген Марков —  президент таємної академії
- Герман Полосков —  таємний агент
- Іван Савкін —  капітан Бігой
- Микола Сімкин —  Торп, вчений-фізик
- Ігор Старигін —  Галль, шанувальник Руни
- Георгій Тейх —  мільярдер Блюм, приятель Саддам Дауговета
- Юрій Цурило —  господар готелю
- Анатолій Шведерський —  мільярдер Неллі, приятель Саддам Дауговета
- Розалія Котович-Кадочникова —  дружина Дауговета
- Юрій Мартинов —  таємний агент
- Володимир Піцек —  таємний агент

## Знімальна група
- Автор сценарію і режисер-постановник: Булат Мансуров
- Оператор-постановник: Микола Васильков
- Художники: Давид Виницький, Сергій Воронков
- Композитор: Олександр Луначарський